# David Koigen
David Koigen (* 28. Oktober 1879 in Werchnjaki bei Starokonstantinow, heute ukrainisch Starokostjantyniw; † 7. März 1933 in Berlin) war ein russisch-deutscher, hauptsächlich auf Deutsch publizierender Kulturphilosoph und Soziologe aus jüdischer Familie.

## Leben
Er war eines von vier Kindern des Gutspächters Mordechai Kohen und seiner Ehefrau Jente Dyzinin, besuchte die staatliche jüdische Schule in Starokonstantinow, danach das Gymnasium in Nemirow und Odessa, wo er bei seinem neun Jahre älteren Bruder und politischen Mentor Fischel Koigen alias Fedor M. Ionov lebte, der damals als Mitglied des Allgemeinen Jüdischen Arbeiterbunds in Litauen, Polen und Russland in der revolutionären Bewegung aktiv war und später, nach der Oktoberrevolution, zu den Bolschewiki wechselte. Von der Verhaftung durch die zaristische Polizei bedroht, floh Koigen 1896 aus Odessa nach Paris. Er studierte in Paris, Bern, Zürich, München, Berlin. 1901 promovierte er bei Ludwig Stein an der Universität Bern mit einer Arbeit zur Geschichte und Philosophie des Junghegelianismus „Zur Vorgeschichte des modernen philosophischen Socialismus in Deutschland“. Von 1903 bis 1912 lebte und wirkte er als Privatgelehrter in Berlin. In jenen Jahren verfasste er seine Hauptschriften „Die Kulturanschauung des Sozialismus“ (1903), „Ideen zur Philosophie der Kultur“ (1910) und „Die Kultur der Demokratie“ (1912). Seit der Zeit war der sozialdemokratische Politiker Eduard Bernstein sein Mentor. 1912 kehrte Koigen zurück ins Russische Reich, nach Sankt Petersburg, lehrte seit 1914 an der dortigen Universität als Privatdozent und gab die Wochenschrift „Westnik kultury i politiki“ [Bote der Kultur und der Politik] heraus. Der Erste Weltkrieg hielt ihn in Petrograd fest, wo er 1917 die „Gesellschaft zur Erforschung der russischen Revolution“ gründete und leitete. Im Mai 1918 nahm er, enttäuscht vom Fortgang der Revolution, die ukrainische Staatsangehörigkeit an und ging nach Kiew, damals Hauptstadt der ukrainischen Volksrepublik. Von Sommer 1918 bis Ende 1920 wirkte er als Professor für Philosophie und Soziologie an der Universität Kiew. Als die Bolschewiki die Herrschaft über die Ukraine erlangten, floh er zum zweiten Mal nach Westen. Die Erinnerungen an die Kriegs- und Revolutionsjahre in Russland und der Ukraine sowie die Flucht hielt Koigen in seinem Buch „Apokalyptische Reiter“ (1925) fest.
Seit 1921 und bis zu seinem Tode lebte und wirkte er wieder als Privatgelehrter in Berlin, hielt Vorträge und bewarb sich vergebens an verschiedenen Universitäten. Trotz Fürsprache von Werner Sombart und Ismar Elbogen und einer langjährigen Verbundenheit mit Ferdinand Tönnies blieb Koigen ein akademischer Außenseiter. Zusammen mit Albert Einstein und Simon Dubnow plante er die Gründung einer „Jüdischen Weltuniversität“ im nichtkommunistischen östlichen Europa, die allerdings nicht zustande kam. 1922 übernahm er den stellvertretenden Vorsitz der „Russischen Wissenschaftlich-Philosophischen Gesellschaft“ in Berlin.  Von 1925 bis 1927 gab er zusammen mit dem Pädagogen Franz Hilker und dem Sozialpsychologen Fischl Schneersohn die Zeitschrift „Ethos“ heraus. Seit 1930 veranstaltete er in seiner Privatwohnung in der Mommsenstraße 3 ein Privatkolleg – die „Religionsphilosophische Arbeitsgemeinschaft“, an der u. a. als Student der Religionsphilosoph Abraham Joshua Heschel, der Publizist Zevi Woyslawski sowie der Philosophiehistoriker Ernst Hoffmann teilnahmen. Finanzielle Unterstützung erfuhr Koigen, dank der Initiative des sozialdemokratischen Politikers Adolf Grimme in seinen letzten Jahren durch das Preußische Ministerium für Wissenschaft, Kunst und Volksbildung.
Aus seinen zahlreichen originellen, zum Lebensende sich auch chassidischen Gedankengängen annähernden Studien ragt seine Theorie des Kulturaktes heraus, nach der „Kultur“ ein fortwährendes Urteilen kraft des menschlichen bewussten Wollens und Tuns sei, Kultur also eine Form sozialen Handelns darstelle. Im Judentum sah er die Vollendung der Entwicklung der Religion überhaupt.
Er war verheiratet mit Helene Eugenia Salzmann und hatte mit ihr zwei Kinder, Marusja und Georg.

## Werke
- Zur Vorgeschichte des modernen philosophischen Socialismus in Deutschland: Zur Geschichte der Philosophie und Socialphilosophie des Junghegelianismus (Berner Studien zur Philosophie und ihrer Geschichte 26), Bern: Sturzenegger 1901.
- Die Kulturanschauung des Sozialismus. Ein Beitrag zum Wirklichkeits-Idealismus (Vorwort von Eduard Bernstein), Berlin: Dümmler 1903.
- Ideen zur Philosophie der Kultur, München, Leipzig: Müller 1910 (der „Kulturakt“ als zentraler Begriff); online.
- Die Kultur der Demokratie. Vom Geiste des volkstümlichen Humanismus und vom Geiste der Zeit, Jena: Diederichs 1912.
- Der moralische Gott. Eine Abhandlung über die Beziehungen zwischen Kultur und Religion, Berlin: Jüdischer Verlag 1922.
- Apokalyptische Reiter. Aufzeichnungen aus der jüngsten Geschichte, Berlin: Reiss 1925 (autobiographisch).
- Geschichte und Kultur. Grundzüge einer Geschichts- und Kultursoziologie:
  - Teil 1: Der historische Vorgang im Allgemeinen, in: Ethos. Vierteljahrsschrift für Soziologie, Geschichts- und Kulturphilosophie, Karlsruhe: Braun, 1. Jg. 1925/26, 6–53.
  - Teil 2: Der Kulturakt und seine vierfache Wurzel, in: Ethos. Vierteljahrsschrift für Soziologie, Geschichts- und Kulturphilosophie, Karlsruhe: Braun, 1. Jg. 1925/26, 231–258.
- Der Aufbau der sozialen Welt im Zeitalter der Wissenschaft. Umrisse einer soziologischen Strukturlehre, Berlin: Heymanns 1929.
- Begriffsbildung in der Soziologie, in: Verhandlungen des 7. Deutschen Soziologentages vom 28. September bis 1. Oktober 1930 in Berlin, Tübingen: Mohr Siebeck 1931, 92–207.
- Das Haus Israel, Berlin: Schocken 1934. (Auszüge aus seinem Werk, hg. von Ernst Hoffmann. Der titelgebende Aufsatz ist eine von Koigen gekürzte Fassung des Vortrags Das Ethos im Judentum von 1923, die er davor auch schon in den Zeitschriften Atidenu, Berlin 1924, und Menorah, Wien 1929, 131–151, veröffentlicht hatte.[6] Daneben enthält Das Haus Israel u. a. mehrere Kapitel aus Der moralische Gott.)
- Das Ethos im Judentum, von Koigen erweiterte Fassung des Vortrags von 1923, in: Martina Urban: Theodicy of Culture and the Jewish Ethos: David Koigen's Contribution to the Sociology of Religion, Berlin: de Gruyter 2012, 187–260.